# Zapisi Tri kraljevstva
Zapisi Tri kraljevstva ((kin.) 三國志 三国志 Sānguó Zhì) je naziv za tekst koji se smatra službenom poviješću Kine u razdoblju od 189. do 280. kasnije poznatom kao Tri kraljevstva. U drugoj polovici 3. stoljeća ga je napisao Chen Shou i u njemu prikupio ranije odvojene povijesti suparničkih država Cao Wei (曹魏), Shu Han (蜀漢) i Istočni Wu (東吳) u jedan tekst. Zapisi Tri kraljevstva su poslužili kao glavna podloga za Romansu Tri kraljevstva, znameniti povijesni roman iz 14. stoljeća.